# 澤本光弘
澤本 光弘（さわもと みつひろ、SAWAMOTO MITSUHIRO）は、日本の歴史研究者。渤海国・東丹国・契丹国に関する論文がある。

## 論文・コラム等
- 「北京〜朝陽の地勢と宋遼交通路 ―檀州から中京にかけての航空写真をてがかりに―」 東アジアにおける皇帝権力と国際秩序 金子修一先生古稀記念論文集 2021年5月
- 「燕雲地域の漢人と滅亡以降の渤海人―〈陳万墓誌〉〈耶律宗福墓誌〉〈高爲裘墓誌〉など遼代石刻をてがかりに」 渤海の古城と国際交流 2021年3月
- 「円仁と霊仙の五臺山」  澤本光弘　東洋文化研究会三十周年記念論集 もう一度アジアを見直そう日本人 アジア雑記帳・文化と歴史 上製 東洋文化研究会（じゃすみん倶楽部） 編 2021年11月
- 「書評 高井康典行『渤海と藩鎮―遼代地方統治の研究―』」 唐代史研究 21 2018年
- 「渤海の裴璆と後唐の姚坤―二人の使者からみる国際情勢」　澤本光弘　日朝関係史 関, 周一 吉川弘文館 2017年2月
- 「「梁職貢図」逸文の集成と略解」 澤本光弘, 植田喜兵成智 梁職貢図と東部ユーラシア世界 2014年5月  査読有り
- 「『神宗皇帝即位使遼語録』の概要と成立過程」 澤本光弘 契丹［遼］と10〜12世紀の東部ユーラシア 2013年
- 「契丹（遼）の交通路と往来する人」 澤本光弘 古代東アジアの道路と交通 2011年  査読有り
- 「契丹の北方への領域拡張と契丹大字研究」 澤本光弘 遼金西夏研究の現在 3 2010年  査読有り　On the Qi-dan's Expansion Northward and the Qi-dan Large Script: Baced on Yelu-Yanni's Epitaph（耶律延寧墓誌）
- 「契丹（遼）における渤海人と東丹国」 澤本光弘 『遼金西夏研究の現在』 1 23-50 2006年  査読有り
- 「契丹の旧渤海領統治と東丹国の構造--「耶律羽之墓誌」をてがかりに」 澤本 光弘 史学雑誌 117(6) 1097-1122 2008年6月   The Kitai Dynasty's governance of Bohai and the structure of Dongdanguo as seen from Yelu-Yuzu's epitaph

### 上記の掲載書籍
- 東洋文化研究会三十周年記念論集 もう一度アジアを見直そう日本人 アジア雑記帳・文化と歴史 上製 東洋文化研究会（じゃすみん倶楽部） 編 2021年11月　https://las.sinica.edu.tw/search~S0*eng/a?%7Bu4E2D%7D%7Bu897F%7D%7Bu6587%7D%7Bu7D00%7D%7Bu5B50%7D
- 渤海の古城と国際交流 清水, 信行, 鈴木, 靖民 勉誠出版 2021年2月 (ISBN 9784585222897) https://bensei.jp/index.php?main_page=product_book_info&products_id=101170
- 東アジアにおける皇帝権力と国際秩序 : 金子修一先生古稀記念論文集 金子修一先生古稀記念論文集編集委員会 金子修一先生古稀記念論文集編集委員会 2020年3月 (ISBN 9784762995712) http://www.kyuko.asia/book/b507460.html
- 日朝関係史 関, 周一 吉川弘文館 2017年2月 (ISBN 9784642083089)  http://www.yoshikawa-k.co.jp/book/b272899.html
- 梁職貢図と東部ユーラシア世界 鈴木靖民, 金子修一 勉誠出版 2014年5月16日 (ISBN 4585220607)  https://bensei.jp/index.php?main_page=product_book_info&products_id=100323
- 訳註 日本古代の外交文書 鈴木 靖民, 石見 清裕, 浜田 久美子, 金子 修一 八木書店古書出版部 2014年2月10日 (ISBN 4840626014)
- 渤海史论集 梁 玉多, 郭 素美, 李 东源 中国文史出版社 2013年 (ISBN 9787503441769)
- 契丹「遼」と10〜12世紀の東部ユーラシア (アジア遊学) 荒川 慎太郎, 高井 康典行, 渡辺 健哉, 澤本 光弘 (担当:共編者(共編著者)) 勉誠出版 2013年1月 (ISBN 4585226265)
- 古代東アジアの道路と交通 鈴木 靖民, 荒井 秀規 勉誠出版 2011年7月1日 (ISBN 458522016X)
- 北東アジア中世遺跡の考古学的研究 : 研究成果報告書 臼杵 勲, 木山 克彦 札幌学院大学人文学部 2008年
- 遼金西夏研究の現在 1 荒川 慎太郎, 高井 康典行, 渡辺 健哉 東京外国語大学アジア・アフリカ言語文化研究所 2008年 (ISBN 9784872979954)
- 好奇字展 : 漢字と東アジアの文字周遊 荒川 慎太郎, 小田 昌教, 東京外国語大学アジア, アフリカ言語文化研究所 東京外国語大学アジア・アフリカ言語文化研究所「好奇字展」制作実行委員会 2007年
- 草原の王朝・契丹国〈遼朝〉の遺跡と文物―内蒙古自治区赤峰市域の契丹遺跡・文物の調査概要報告書2004〜2005 (契丹国(遼朝)の総合的研究 (1)) 高橋 学而, 澤本 光弘, 藤原 崇人, 武田 和哉, 前川 要, 臼杵 勲 (担当:共著) 勉誠出版 2006年10月 (ISBN 4585031545)
- 遼金西夏研究の現在 3 荒川 慎太郎, 高井 康典行, 渡辺 健哉 東京外国語大学アジア・アフリカ言語文化研究所 (ISBN 9784863370623)